# Baierbrunn
Baierbrunn är en kommun och ort i Landkreis München i Regierungsbezirk Oberbayern i förbundslandet Bayern i Tyskland. Folkmängden uppgår cirka till 3 400 invånare, på en yta av 7 kvadratkilometer.